# Karel Lavrič
Karel Lavrič, slovenski pravnik in politik, * 1. november 1818, Prem, † 3. marec 1876, Gorica.
Lavrič je pravo študiral v Gradcu in Padovi, kjer je 1845 tudi doktoriral. V javnosti je prvič nastopil 1848, ko je v ljubljanskem časopisu Laibacher Zeitung zagovarjal povezavo slovenskih dežel z Nemško zvezo. Leta 1852 se je kot odvetnik naselil v Tolminu, kjer se je vključil v narodno gibanje in pomagal 1862 ustanoviti čitalnico in postal njen prvi predsednik. Lavrič je pomagal pri ustanavljanju še drugih čitalnic na Primorskem, zlasti po letu 1864, ko se je preselil v Ajdovščino in 1869, ko je živel v Gorici.
Leta 1868 se je vključil v taborsko gibanje in bil organizator in govornik na taboru pri Šempasu, ki se je vršil 18. oktobra 1868. Od začetka leta 1870 je vodil Sočo, prvo politično društvo goriških Slovencev in bil isto leto izvoljen v goriški deželni zbor, v katerem je zagovarjal enakopravno rabo slovenščine. Nemoč, da bi to dosegel v konfrotaciji z Italijani, ga je napeljala na odločitev, da je protestno izstopil iz deželnega zbora. Ko je v Gorici pričelo izhajati glasilo Soča, je v njem zagovarjal svoja politična stališča.
Lavrič je dosledno zagovarjal jezikovno enakopravnost, zedinjeno Slovenijo in federalistično ureditev Avstro-Ogrske. Načela enakopravnosti in demokratičnosti je zagovarjal tudi v odnosu do Italijanov.
Med vračanjem iz Trsta v Tolmin je v prenočišču v Gorici storil samomor.